# Kom igen, allt Guds folk
Kom igen, allt Guds folk är en psalm med text skriven 1983 av Margareta Melin och musik skriven 1983 av Olle Widestrand.

## Publicerad i
- Segertoner 1988 som nr 689 under rubriken "Bibelvisor och körer".[1]